# David Pearson

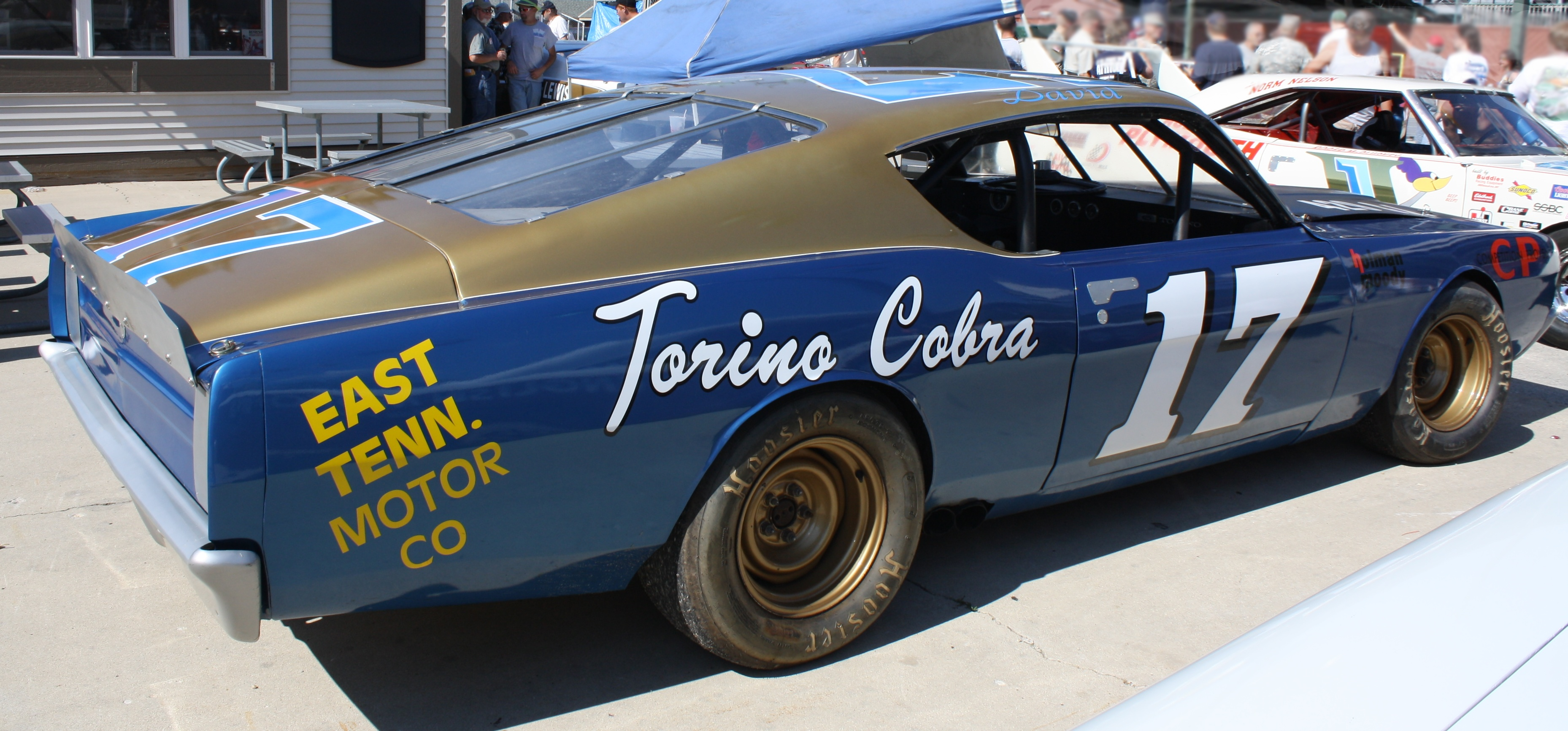
Pearsons "Holman Moody" auto

David Gene Pearson (Spartanburg, 22 december 1934 – Spartanburg, 12 november 2018) was een Amerikaans autocoureur. Hij won de Grand National Series, het belangrijkste NASCAR kampioenschap drie keer in zijn carrière.

## Carrière
Pearson startte zijn carrière in de NASCAR in 1960. Een jaar later won hij drie races, de race op de Charlotte Motor Speedway werd zijn eerste overwinning. In 1962 en 1963 won hij geen races. In 1964 vertrok hij twaalf keer vanaf poleposition en won acht races. Hij eindigde dat jaar op de derde plaats in de eindstand van het kampioenschap. In 1965 verbood de NASCAR de Mopar Hemi motor en Pearson wilde niet met een niet-competitieve motor aan de slag en boycotte daarom het grootste deel van de wedstrijden. In 1966 kon hij revanche nemen. Hij won dat jaar vijftien van de 49 wedstrijden, waaronder twee keer op de Richmond International Raceway en won het kampioenschap voor de eerste keer in zijn carrière.
Hij won het NASCAR kampioenschap voor de tweede en derde keer in de periode 1966-1969. Tijdens deze twee seizoenen won hij 27 van de 104 races. Vanaf 1970 ging hij parttime aan de slag wat hij tot 1986 zou blijven doen. Hij won in 1976 de Daytona 500 op een spectaculaire wijze. Richard Petty probeerde Pearson in te halen aan het begin van de laatste ronde, wat ook leek te gaan lukken, maar de twee wagens raakten elkaar en beide coureurs crashten. Petty kon zijn wagen niet meer starten, maar Pearson kon zijn verhakkelde wagen nog met een slakkengangetje over de meet rijden en won de race. In 1990 werd hij erelid van de International Motorsports Hall of Fame.
Pearson overleed in 2018 op 83-jarige leeftijd.

## Resultaten in de NASCAR Sprint Cup
Sprint Cup resultaten (aantal gereden races, polepositions, gewonnen races en positie in het kampioenschap)
| Jaar | Races | Polepositions | Overwinningen | Kampioenschap |
| ---- | ----- | ------------- | ------------- | ------------- |
| 1960 | 22    | 1             | 0             | 23e           |
| 1961 | 19    | 1             | 3             | 13e           |
| 1962 | 12    | 0             | 0             | 10e           |
| 1963 | 41    | 2             | 0             | 8e            |
| 1964 | 61    | 12            | 8             | 3e            |
| 1965 | 14    | 1             | 2             | 40e           |
| 1966 | 42    | 7             | 15            | 1e            |
| 1967 | 22    | 2             | 2             | 7e            |
| 1968 | 48    | 12            | 16            | 1e            |
| 1969 | 51    | 14            | 11            | 1e            |
| 1970 | 19    | 2             | 1             | 23e           |
| 1971 | 17    | 2             | 2             | 51e           |
| 1972 | 17    | 4             | 6             | 20e           |
| 1973 | 18    | 8             | 11            | 13e           |
| 1974 | 19    | 11            | 7             | 3e            |
| 1975 | 21    | 7             | 3             | 14e           |
| 1976 | 22    | 8             | 10            | 9e            |
| 1977 | 22    | 5             | 2             | 13e           |
| 1978 | 22    | 7             | 4             | 16e           |
| 1979 | 9     | 2             | 1             | 32e           |
| 1980 | 9     | 1             | 1             | 37e           |
| 1981 | 6     | 1             | 0             | 70e           |
| 1982 | 6     | 2             | 0             | 37e           |
| 1983 | 10    | 0             | 0             | 33e           |
| 1984 | 11    | 1             | 0             | 41e           |
| 1985 | 12    | 0             | 0             | 36e           |
| 1986 | 2     | 0             | 0             | 82e           |